# Мадавоска (Мэн)
Мадавоска (англ. Madawaska) — небольшой городок в округе Арустук штата Мэн.
Население — 4534 человек (2000), из них для 83,4% жителей родным («домашним») является французский язык. Это самый высокий показатель среди городов США.
Мадавоска — самый северный город Новой Англии, расположен у самой границы с провинцией Нью-Брансуик (Канада). Через пограничную реку Сент-Джон построен мост, связывающий Мадавоску и канадский Эдмундстон.
Основа экономики города — бумажная промышленность.